# Sikiana
I Sikiana (o anche Shikiana) sono un piccolo gruppo etnico, vicino all'estinzione, del Brasile che ha una popolazione stimata in circa 33 individui. Parlano la lingua Sikiana (codice ISO 639: SIK) e sono principalmente di fede animista.
Vivono a nord-est dello stato brasiliano di Pará, tra il Rio Cafuini e i fiumi Turuna e Itapi, vicino al confine con il Suriname. Denominazioni alternative: Sikiâna, Shikiana, Sikïiyana, Chiquiana, Chikena, Chiquena, Xikujana, Xikiyana.